# Tony West
William Anthony „Tony“ West junior (* 29. Oktober 1937 in Phoenix, Arizona; † 14. Januar 2016) war ein US-amerikanischer Geschäftsmann, Unternehmer, Offizier, Diakon und Politiker (Republikanische Partei).

## Privatleben
Tony West wurde 1937 in Phoenix geboren und wuchs dort auf. Sein Vater, William Anthony West senior, und Großvater, T. J. West, waren Pioniere in der Baumwollindustrie in Arizona und Kalifornien. Seine Kindheit war vom Zweiten Weltkrieg überschattet. West graduierte an der St. Mary’s High School. Danach besuchte er die University of Arizona. Seinen Bachelor of Science in Wirtschaftswissenschaften machte er dann an der Arizona State University.
In seinem Leben besaß und betrieb West vier mittelständische Unternehmen. Seinen beruflichen Werdegang begann er in der Agrarwirtschaft und zwar in einem Familienbetrieb namens Far West Enterprises. Das Unternehmen wurde dann 1968 durch die Familie verkauft. Im Juni 1962 heiratete er Margaret „Maggie“ O’Malley. Das Paar bekam drei Söhne: William, John und Stephen. Mit ihr besaß er das Unternehmen M. W. Publishing, ein Verlag für spirituelle Selbsthilfebücher.
West diente in der Arizona National Guard, wo er den Dienstgrad eines Captains erreichte und eine Infanteriekompanie kommandierte.
Er war ein ordinierter Diakon der katholischen Kirche, welcher in der Diözese von Phoenix diente und Mitglied der Pfarrei von St. Francis Xavier war. In diesem Zusammenhang engagierte er sich für seine Kirche und die Leben anderer. Er drückte es folgendermaßen aus:

“It is a privilege to serve my Lord and Church as a Deacon and I look at my life of public service as a ministry to better the community.”

„Es ist ein Privileg, meinem Herrn und der Kirche als Diakon zu dienen, und ich betrachte mein Leben im öffentlichen Dienst als Dienst für die Gemeinschaft.“

West war Gründer und Direktor der Arizona Coalition for Tomorrow, Direktor und Präsident vom Arizona Economic Forum, der Arizona Senior Olympics und vom Arizona Club, Direktor und Treasurer von der St.Joseph’s Foundation (Mercy Healthcare Arizona), Trustee vom Western States Chiropractic College, Trustee und Präsident der Arizona Foundation for the Handicapped, Trustee der Junior Achievement Foundation, Mitglied vom Junior Achievement, Justice Fellowship Task Force, Governor’s Prayer Breakfast Committee, Kenilworth School Foundation, Arizona Academy, und Arizona Public Safety Personnel Retirement System-Fund Manager.

## Politische Laufbahn
West wurde fünfmal in das Repräsentantenhaus von Arizona gewählt und dreimal in den Senat von Arizona. Während seiner 16 Jahre in der Arizona Legislature saß er in mehreren Ausschüssen. West hatte den Vorsitz im Banking and Insurance Committee im Repräsentantenhaus und im Insurance, Retirement and Aging Committee im Senat, war stellvertretender Vorsitzender im Senate Finance Committee, saß 10 Jahre lang in den Appropriations Committees, hatte den Vorsitz im Committee on Ways and Means im Repräsentantenhaus und saß im Joint Oversight Committee on Organized Crime.
Während seiner Zeit in der Arizona Legislature war West für seine harten Anti-Kriminalitäts-Gesetze bekannt und seinen steuerlichen Konservatismus. Er förderte, war aber auch für die Verabschiedung einer breiten Vielzahl von Gesetzen verantwortlich. Dazu gehörten Programme für die Hörbehinderten, eine großzügige Gesetzgebung zur Errichtung von County Sports Authorities und Gesetze zur Finanzierung von Opferentschädigungen. Daneben verlangte er höhere und zwingend notwendige Strafen für Verbrecher, die wegen des Drogenverkaufs an Minderjährige verurteilt wurden.
West wurde 1990 zum State Treasurer von Arizona gewählt und 1994 wiedergewählt. Er bekleidete den Posten acht Jahre lang. 1998 wurde er zum Corporation Commissioner gewählt.
West war Präsident der Western State Treasurers Association und Vizepräsident der National Association of State Treasurers. Er bekleidete diese Posten zwei aufeinander folgende Amtszeiten lang. Der Council of State Governments wählte ihn 1992 zum Henry Toll Fellow.